# Christian Carl Kanne

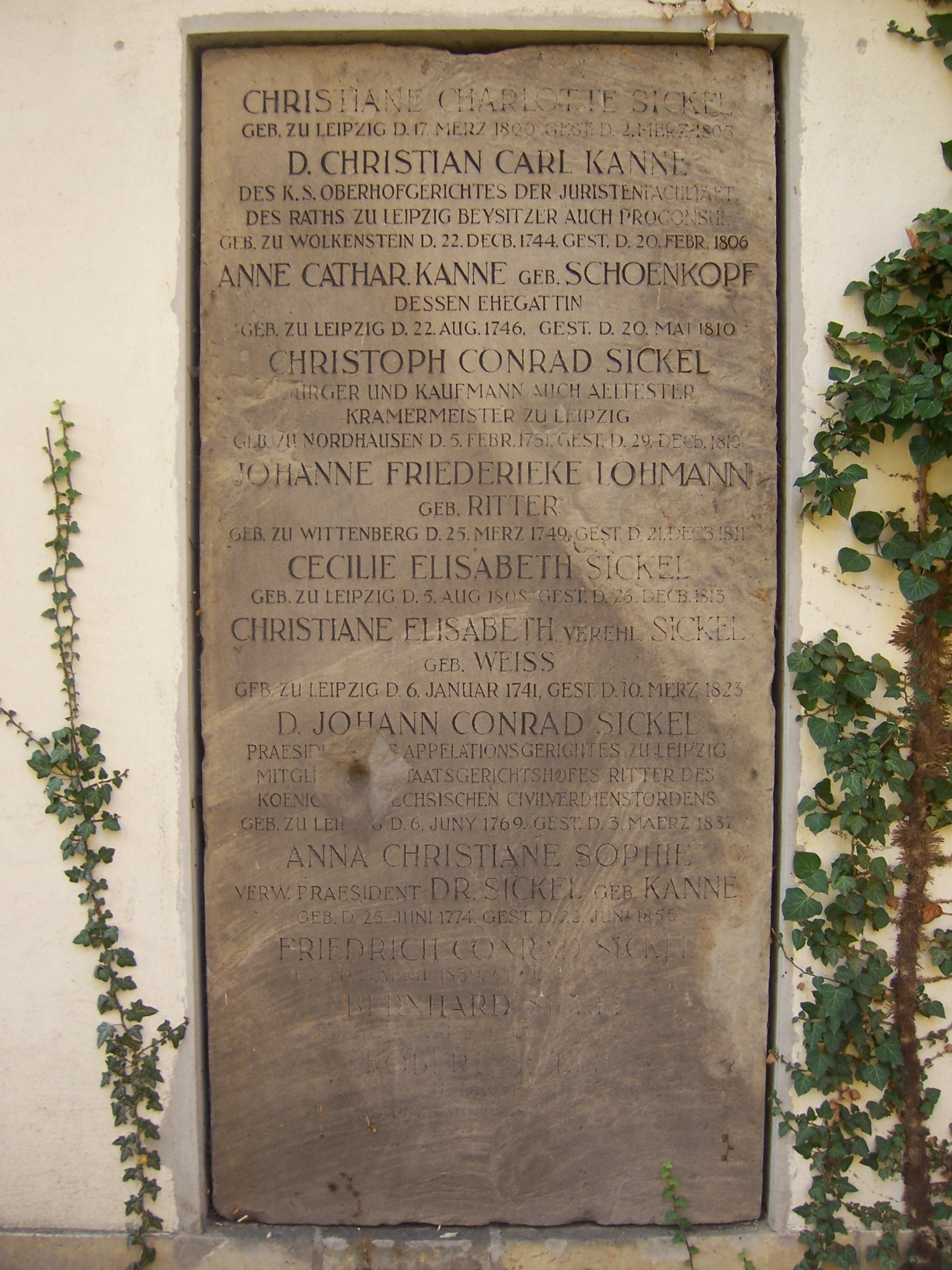
Grabplatte für Christian Carl Kanne und Angehörige auf dem Alten Johannisfriedhof in Leipzig

Christian Carl Kanne (* 22. Dezember 1744 in Wolkenstein; † 20. Februar 1806 in Leipzig) gehörte dem Leipziger Freundeskreis Johann Wolfgang Goethes und Johann Adam Horns (1749–1820) an. 
Er wurde im Frühjahr 1769 an der Universität Leipzig zum Doktor der Rechte promoviert. Anfang Mai 1770 heiratete er die Leipziger Wirtstochter Anna Katharina Schönkopf, die ein verflossenes Liebesverhältnis mit dem jungen Studenten Goethe verband. 
Später war er Senator und Beisitzer des Oberhofgerichts und der Juristenfakultät Leipzigs sowie Leipziger Vizebürgermeister.